# Королёво (Покровский сельсовет)
Королёво — деревня в Великоустюгском районе Вологодской области.
Входит в состав Покровского сельского поселения, с точки зрения административно-территориального деления — в Покровский сельсовет.
Расстояние по автодороге до районного центра Великого Устюга — 42 км, до центра муниципального образования Ильинского — 12 км. Ближайшие населённые пункты — Палема, Прислон, Старое Завражье.
По переписи 2002 года население — 8 человек.